# 合名会社
合名会社（ごうめいがいしゃ、独: Offene Handelsgesellschaft、仏: société en nom collectif 日本法上のものはgeneral partnership companyなどと英訳される）は、無限責任を負う社員のみから構成される会社形態である。

## 概要
日本の会社法においては持分会社の一類型とされている。合名会社の商号中には、「合名会社」という文字を用いなければならない（会社法第6条、旧商法17条）。
略する場合「（名）」（銀行振込の場合は「メ」）と略される。英文では"GMK" (GoMei Kaisha) と略すこともあるようである。
- 会社法は、以下で条数のみ記載する。

## 特徴
合名会社は、会社法が用意する四つの会社類型の中で最も原初的なもので、個人事業の事業主が複数人になり、共同事業化した状態を想定した会社形態である。合名会社を構成する社員は出資をして業務も執行する機能資本家（経営に自ら携わる出資者）であり、企業の所有と経営が一致している。社員は、無限責任を負い、原則として各自が業務を執行し、会社を代表する。
家族、相互の信頼が醸成された仲間など、意思疎通の密な固定された小人数による経営に向いているが、社員間の関係が損なわれれば、事業の運営が混乱する危険性もある。
基本的な構造は民法上の組合とほぼ同じで、組合に関する規定が準用される。法人格を有する点、つまり会社自体が権利能力を有し、取引や財産所有の主体となることができる点が組合と異なるが、実質的な違いは団体名義での登記の可否に過ぎないとも言われる。重要な違いは、むしろ税法上の問題、すなわち法人税が課されるか否かという点にあるともいえる。
2006年（平成18年）の会社法の施行によって、新たに社員一人のみの合名会社も認められることとなり、共同事業・組合的性格のない個人事業が合名会社に法人成りすることもできるようになった。

## 社員
社員とは、一般的にいう「社員」（使用人、従業員、会社員）のことではなく、合名会社を含めた持分会社においては、出資者であると同時に業務の執行者である地位のことをいい、会社の意思決定を行う構成員である。株式会社における株主と取締役・代表取締役を兼ねたものに相当し、原則的に、株式会社のような所有と経営の分離がない。

### 無限責任
社員は、会社の債務について無限責任を負う。無限責任とは有限責任に対する概念で、会社が負った債務を会社財産では完済しきれない場合、社員は自己の個人財産から弁済をしなければならないが、その責任が出資の額に限定されていないことを言う。つまり社員は、会社の債務を弁済しきるまでの責任を負っている。もっとも個人事業主の場合も、事業による債務を弁済する責任が事業に投じた資金等の額に限定されず個人財産全体に及ぶ点は同様である。

### 会社の業務の執行、会社の代表
社員は、原則として、会社の業務を執行する（590条1項）。これは合名会社の社員としての権利でもあり、義務でもある。
社員が二人以上ある場合、業務の決定は原則として社員の過半数による（590条2項）。ただし、会社の常務は、各社員が単独で行なうことができる（590条3項）。
業務を執行する社員（業務執行社員）は、社員のうちから定款で定めることもできる。定款で定めた業務執行社員が二人以上いるときは、業務の決定は業務執行社員の過半数による。ただし、会社の常務は、各業務執行社員が単独で行なうことができる（591条1項）。
業務を執行する社員は、会社を代表する。業務を執行する社員が二人以上いるときは、各自が会社を代表する。会社を代表する社員（代表社員）は、業務を執行する社員のうちから定款で定めたり、定款の定めに基づく社員の互選によって定めることもできる。
なお、「社長」「専務」といった役職は法律上のものではないので、定款の規定などによって社員から選任するのは、その会社の自由である。

### 社員の個性の重視
合名会社は、社員が無限責任を負っているから、会社自体の財産もさることながら、会社に結集した社員個々人の資産状況が、会社の信用の大きさにつながる。また、社員は会社の財産的裏付けであると同時に経営陣でもあるから、その手腕・技能・知識・経歴や人脈・人望が経営の成否を左右する。合名会社は、このように社員に属する特性（資本の人的な構成）、そして社員間の協調に信用や経営の基礎を置く人的会社である。
こうした性質から、社員が交替したり新たな社員が加入することは、社員相互の関係や信用、経営を悪化させる危険性を伴う。そのため、他の社員に歓迎されない者が社員となる可能性を極力排除している。
まず、株式会社の株式のように持分を自由に譲渡することはできず、譲渡するには全社員の承諾（同意）が必要である（585条1項）。また、社員が死亡した場合にも社員としての地位が相続されることはなく（法定退社、607条1項3号）、相続人には持分の払戻が行われる。
しかし、持分の譲渡を制限すれば、そのぶん投下資本の回収が困難になる。そこで、株式会社では許されていない退社制度を認め、会社から出資の払戻を受けることができるとしている。合名会社の場合、たとえ払戻によって会社財産が減少しても社員の個人資産を会社債務の引き当てにできることから、こうした仕組みをとっている。有限責任原理によって、会社の債務の引き当てが会社財産のみである株式会社では会社財産が減少すると会社債権者を害することになるから、退社（出資の払戻）は認められていない。
他に、強制的に社員を退社させたり（609条）、業務権限を剥奪することもできる。

### 旧商法の制度との違い
旧商法においては退社等によって社員が一人となった場合には合名会社は解散するとされていた。つまり、株式会社のように株主（社員）が一人しかいない「一人会社」は認められず、社団性が強く要求されていたのである。会社法においては、持分会社一般の解散事由は｢社員が欠けたこと｣とされており（641条4号）、合名会社の社団性はやや後退したといえる。会社法制定後のその他の変更点としては法人が社員となることが許容されたことがあげられる（598条等）。

## 歴史・比較法
合名会社の起源は中世ヨーロッパのコンパーニア (compagnia) にあるとされる。コンパーニアは、12 - 13世紀以降、イタリアとフランドル間などヨーロッパ各地の市場を結ぶ内陸交易の発達に伴って出現した。コンパーニアは、ある家族が機能資本家として複数世代にわたって同一の名称を用いて活動するために生まれた家族的な事業団体が家族以外の者を含む形で発展したものである。これはそれまでの企業形態とは異なり、企業としての継続性を有していたのが特徴である。コンパーニアは存続期間を定めて社員の出資によって設立され、その社員は第三者に対して無限連帯責任を負担した。コンパニーアは、社員による出資のほか、有利子の預金によっても資金調達を行った。14世紀のフィレンツェには、ヨーロッパ各地に支店を設け、交易のほかにも、為替や、君主・諸侯などへの貸付けを行うようなものも登場した。また、16世紀の南ドイツにおいても、フッガー家などが同様の企業形態を有していた。
合名会社についての最初の立法例は、フランス王国の1673年の商事勅令 (l'Ordonnance de Colbert de 1673 sur le commerce) であるといわれている。その後、ナポレオン法典（1807年の商法典）等の大陸諸国の商法典に規定されるようになり、日本では商法制定時にドイツ商法典に倣って導入された。
法人格を有するか否かは立法例によって異なるが、ドイツ、ベルギー、スイス、ポーランドの合名会社は法人格がないのに対し、日本やフランス、ルクセンブルク、ノルウェー、チェコ、スウェーデンの合名会社は法人格を有する。
イングランドでは、コンパーニアに相当する企業形態はパートナーシップ（あるいはジェネラル・パートナーシップ）と呼ばれており（カンパニー (company) ではない。）、これは法人格を有しない。これは現在でも英米法の各法域でよく用いられているが、法域によってはパートナーとは区別された法的実体 (legal entity) であるとされている。尚、他にもイギリスにおいては、無限責任の法人として無限責任会社 (unlimited company) が設けられたが、こちらは現在では、日本の合名会社と同様にあまり利用されていない。

## 「合名会社」という語
「合名会社」という語は、ナポレオン法典において合名会社の呼称として採用された"société en nom collectif"の直訳に由来する。フランスでは現在でも、合名会社の商号は1名又は数名の社員の名前の後に"et compagnie"を付す形を採っており、そのことからこのような呼称が与えられているのである。日本法においては、合名会社の商号中に「合名会社」の文字を用いなければならないが、社員の名前を連記しなければならないという規制はない。

## 合名会社の実情
創業の古い、同族経営を前提とした地域の零細企業がしばしば合名会社の形態であり、業種的には酒や醤油・味噌などの醸造会社、離島などの僻地において交通インフラの供給を担う企業（海運会社、タクシー会社）などに多く見られるようである。なお、戦前には三井財閥の持株会社であった三井合名会社や安田財閥における合名会社安田保善社、古河財閥における古河合名会社のように、財閥一家による株式所有の方法としていた例もある。

## 設立
合名会社の設立の登記（912条）
1. 目的
2. 商号
3. 本店及び支店の所在場所
4. 合名会社の存続期間又は解散の事由についての定款の定めがあるときは、その定め
5. 社員の氏名又は名称及び住所
6. 合名会社を代表する社員の氏名又は名称（合名会社を代表しない社員がある場合に限る。）
7. 合名会社を代表する社員が法人であるときは、当該社員の職務を行うべき者の氏名及び住所
8. 公告方法についての定め

## 士業法人
特別法により設立が認められる法人のうち、いわゆる「士」（さむらい）資格をもつ者のみが社員となって設立されることが強制されるもの（たとえば弁護士法人、監査法人、税理士法人、社会保険労務士法人等の士業法人）は、その公益性の高さから、債権者保護のため、根拠法令において合名会社の規定が多く準用されている。
ただし、これらの法人は絶対的商行為・営業的商行為を行わないため、商人ではない。

## 記号
合名会社を表す㈴が「全角括弧付き名」としてUnicodeに含まれている。
| 記号 | Unicode | JIS X 0213 | 文字参照          | 名称                                        |
| ---- | ------- | ---------- | ----------------- | ------------------------------------------- |
| ㈴   | U+3234  | -          | &#x3234; &#12852; | 全角括弧付き名 PARENTHESIZED IDEOGRAPH NAME |
| ㊔   | U+3294  | -          | &#x3294; &#12948; | 丸名 CIRCLED IDEOGRAPH NAME                 |